# Eulophiella
Eulophiella é um género botânico pertencente à família das orquídeas (Orchidaceae).